# 1754 en littérature
| Années de la littérature : 1751 - 1752 - 1753 - 1754 - 1755 - 1756 - 1757    |
| Décennies de la littérature : 1720 - 1730 - 1740 - 1750 - 1760 - 1770 - 1780 |

Cet article présente les faits marquants de l'année 1754 en littérature.

## Événements
- 27 janvier : Voltaire, brouillé avec Frédéric II de Prusse, est interdit d'approcher de Paris et de Versailles[1].
- 28 janvier : Horace Walpole créé le mot sérendipité à partir du conte persan Voyages et aventures des trois princes de Serendip[2].
- 3 février : premier numéro de L'Année littéraire d'Élie Fréron[3].
- 15 novembre : Voltaire arrive à Lyon ; indésirable en France, il se rend à Genève le 12 décembre, puis loge pendant deux mois au château de Prangins puis s’installe aux Délices le 8 mars 1755, puis à Ferney en 1759. Il entretient une correspondance virulente avec Jean-Jacques Rousseau[4]

## Parutions
- Décembre :
  - Lysimaque essai politique de Montesquieu, est publié dans le Mercure de France.
  - L’Éducation d’un prince, dialogue publié dans le Mercure de France, de Marivaux[5].

- Condillac, Traité des sensations, A Londres; et se vend à Paris, chez De Bure l'aîné, 1754 (présentation en ligne), en deux volumes.
- Charles Bonnet, Recherches sur l'usage des feuilles dans les plantes, Göttinguen et Leyde, Élie Luzac fils, 1754 (présentation en ligne).
- Charles Bonnet, Essais de psychologie, Londres (Leyde), Élie Luzac, 1754 (présentation en ligne).
- David Hume, The history of Great Britain, vol. 1, Edinburgh, Hamilton, Balfour and Neill, 1754 (présentation en ligne) (« Histoire de Grande-Bretagne ») (1754-1762).
- Traité des principales vérités de la religion naturelle de Hermann Samuel Reimarus[6].
- Sarah Fielding, Jane Collier, The Cry : A New Dramatic Fable, London, R. and J. Dodsley, 1754 (présentation en ligne)

## Naissances
- 17 mars : Manon Roland, femme de lettres françaises († 8 novembre 1793).

## Décès
- 19 mai : Ignacio de Luzan, poète et critique espagnol (° 28 mars 1702).
- 8 octobre : Henry Fielding, romancier, dramaturge, poète et journaliste anglais (° 22 avril 1707).
- 13 décembre : Giuseppe Zucconi, poète et bibliographe italien (° 1750).